# Gabersdorf
Gabersdorf osztrák község Stájerország Leibnitzi járásában. 2017 januárjában 1215 lakosa volt. 

## Elhelyezkedése

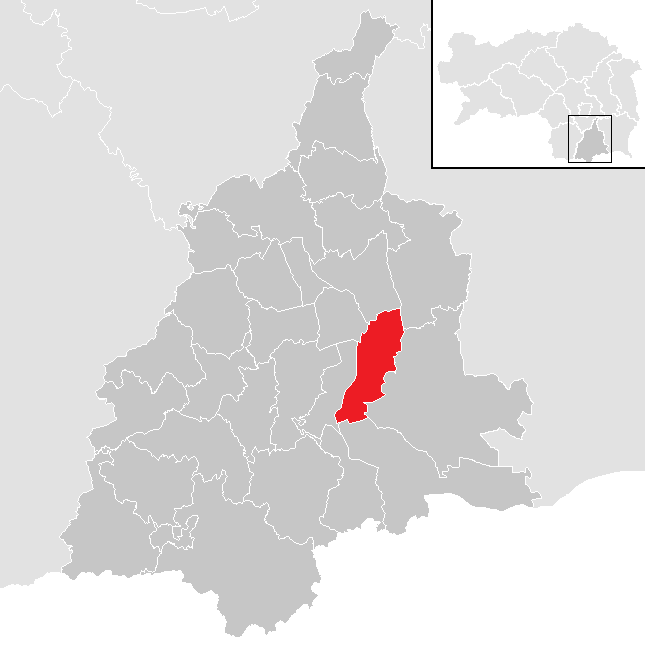
Gabersdorf a Leibnitzi járásban

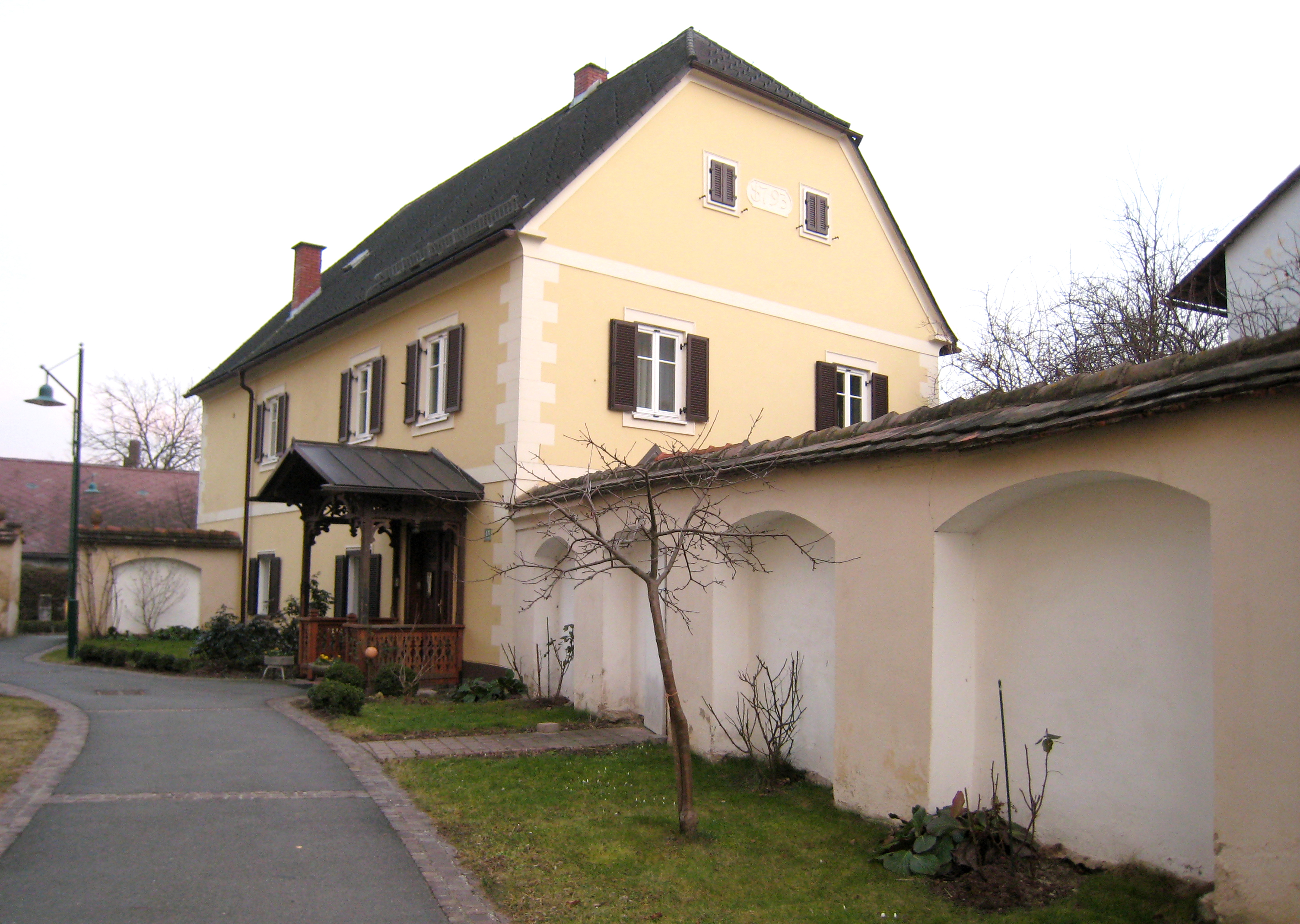
A 18. századi paplak

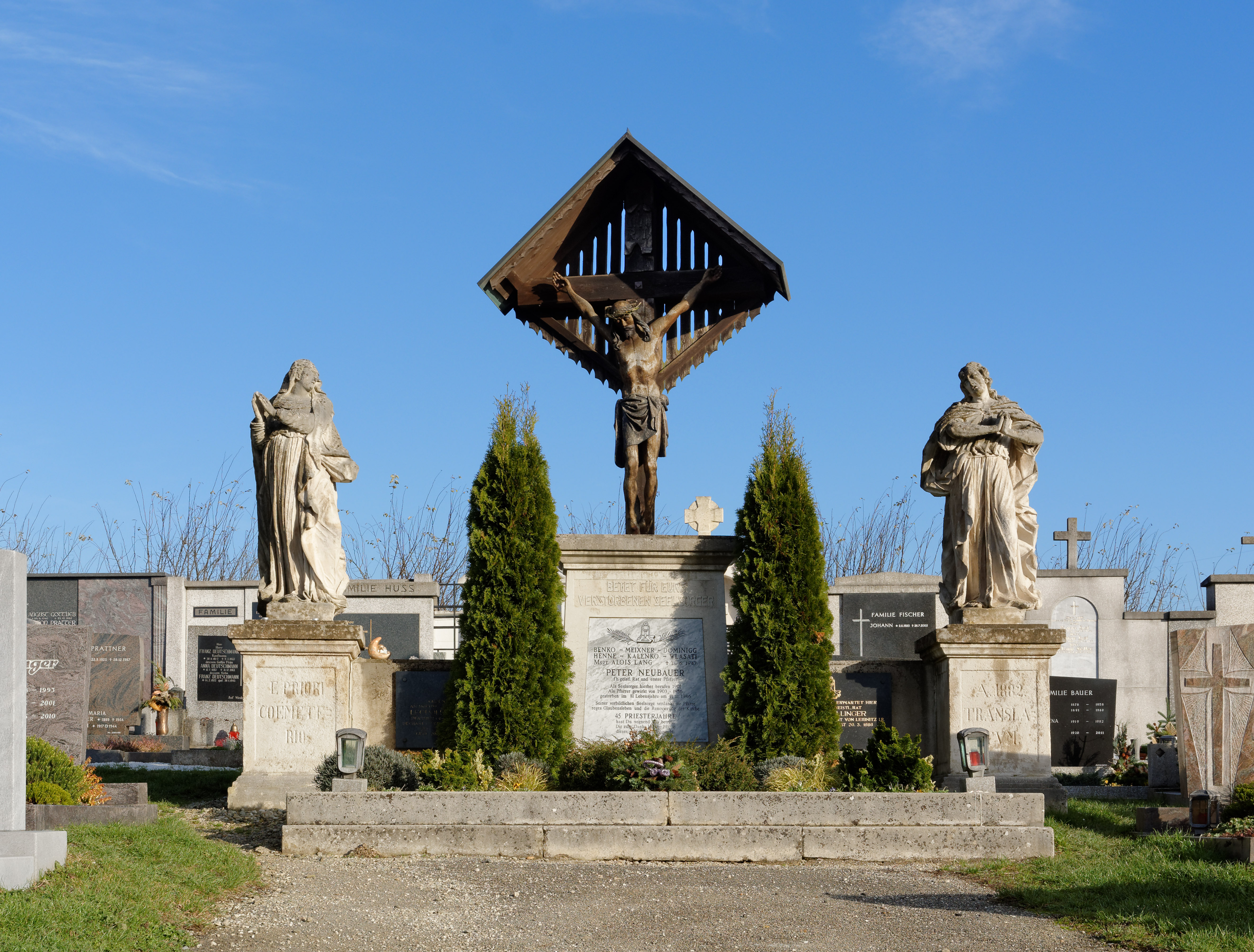
Temetői emlékmű (epitaph)

Gabersdorf a tartomány déli részén fekszik a Nyugat-Stájerország régióban, a Mura és a kelet-stájerországi dombság lába között. Az önkormányzat 4 falut fog össze (Sajach kivételével mindet a saját katasztrális községében): Gabersdorf (349 lakos), Landscha an der Mur (323), Neudorf an der Mur (313), Sajach (122).
A környező települések: északra Ragnitz, északkeletre Schwarzautal, keletre Sankt Veit in der Südsteiermark, délre Straß in Steiermark, nyugatra Wagna, északnyugatra Gralla.

## Története
A Mura túlsó, nyugati oldalán feküdt Stájerország legnagyobb római kori települése, Flavia Solva, ahonnan egy út vezetett a mai Gabersdorf akkor erdővel benőtt területén át keletre, a Mura alsó szakaszához. Az út mentén temető húzódott, amelynek máig megmaradt sírkövei a grazi Joanneum tartományi múzeumban láthatóak. A római város a népvándorlás során elpusztult.
1000 körülig a Mura szolgált a Karintiai őrgrófság és a Magyar fejedelemség határául, majd amikor a határvonalat kelet felé nyomták, lehetővé vált. hogy a korábbi gyepűvidékre bajor telepesek érkezzenek. Legkorábban a Mura-híd keleti oldalán megtelepedett Landscha falut említik 1065-1075 között. Neudorfról (mint Nivendorf) 1265-ben tesz először említést a Rationarium Styriae (hercegségi urbárium), Gabersdorf (Gebrechtsdorf) 1294-ben jelenik meg az oklevelekben. 1442-ből ismert egy von Gebersdorf nevű lovag, akinek címere megegyezik a község mai címerével.
A 17. században a pestis többször is pusztított a régióban, erre emlékezik az 1687-ben emelt gabersdorfi és az 1640-es neudorfi pestisoszlop. Az első világháborúig Gabersdorf hatalmas állatvásárairól volt nevezetes, ahová messze földről érkeztek vásárlók.
A községi tanács 1850-ben alakult meg. 1903-ban Gabersdorf önálló egyházközséget kapott. 1962-ben Neudorf an der Mur és Landscha an der Mur községek hozzákapcsolásával megalakult a mai önkormányzat. Címerét 1952-ben kapta.

## Lakosság
A gabersdorfi önkormányzat területén 2017 januárjában 1215 fő élt. A lakosság 1880-ban még elérte az 1260-at, majd kisebb nagyobb ingadozásokkal 1991-re 1040 főre csökkent. Azóta a község lakossága egyenletesen gyarapszik. 2014-ben a helybeliek 93,3%-a volt osztrák állampolgár; a külföldiek közül 0,4% a régi (2004 előtti), 2,9% az új EU-tagállamokból érkezett. 0,1% a volt Jugoszláviából (Horvátország és Szlovénia nélkül) vagy Törökországból, 3,3% pedig egyéb országokból költözött Gabersdorfba. A munkanélküliség 4,3%-os volt. 

## Látnivalók
- a barokk Szt. Lénárt-plébániatemplom a mai formájában 1693-1703 között épült.
- az 1793-as paplak
- római romok Landschában
- Landscha kápolnája
- Neudorf kápolnája
- a gabersdorfi temetői emlékmű

## Fordítás
- Ez a szócikk részben vagy egészben  a   Gabersdorf című német Wikipédia-szócikk ezen változatának fordításán alapul.  Az eredeti cikk szerkesztőit annak laptörténete sorolja fel. Ez a jelzés csupán a megfogalmazás eredetét és a szerzői jogokat jelzi, nem szolgál a cikkben szereplő információk forrásmegjelöléseként.